# Kais
Kais là một đô thị thuộc tỉnh Khenchela, Algérie. Dân số thời điểm năm 2002 là 28.724 người.